# Friaize
Friaize – miejscowość i gmina we Francji, w Regionie Centralnym, w departamencie Eure-et-Loir.
Według danych na rok 1990 gminę zamieszkiwały 193 osoby, a gęstość zaludnienia wynosiła 18 osób/km² (wśród 1842 gmin Regionu Centralnego Friaize plasuje się na 946. miejscu pod względem liczby ludności, natomiast pod względem powierzchni na miejscu 1113.).